# Garrettia
Garrettia, rod medićevki smješten u potporodicu  Peronematoideae.. Sastoji se od dvije vrste, tipična je drvo ili grm G. siamensis iz Yunnana i Tajlanda i druga G. cymarioides, polugrm ili grm iz Malih sundskih otoka. 

## Opći opis
Uglavnom grmovi. Listovi nasuprotni, jednostavni ili 3-režnjeviti. Cime obično aksilarne, s monohazijskim granama. Cvijeće sitno. Čaška zvonasta, sitno 5-nazubljena. Vjenčić 2-usni, donja usna 3-režnjevita, gornja usna obično 2-režnjevita, režnjevi cjeloviti. Prašnici didinamni, kraći ili duži od vjenčića. Ovarij 2-lokularan kad je mlad, postaje 4-lokularan; ovule 1 po lokuli. Stigma 2-rascjepljena. Plodna čaška naduvena. Šizokarp okruglast, mrežasto izbrazdan, lomi se na 4 merikarpa od kojih svaki obuhvaća 1 sjemenku. 

## Vrste
1. Garrettia cymarioides (H.J.Lam & A.Meeuse) A.Meeuse
2. Garrettia siamensis H.R.Fletcher, tipična